# Tony Brown
James Anthony Brown (conocido también como Tony Brown) es el actual Ministro Principal de la isla de Man. Sucedió a Donald Gelling, es también representante del pueblo de Castletown en la Cámara de Claves.
Brown estudió en la escuela del Castillo Rushen en Castletown. Es electricista, y fue dueño de la compañía de electricidad Tony Brown Electric hasta que ésta cerró en el 2010. Fue elegido como miembro de los Comisarios de Castletown en 1976, fue nombrado presidente en 1980 antes de ser elegido como miembro de la Cámara de Cámara de Claves por la ciudad de Castletown. En 2000 fue derrotado en su intento de convertirse en portavoz de la Cámara de Claves por David Cannan. Fue en lugar Vocero Diputado de la  Cámara. Después de las elecciones parlamentarias de 2001 fue elegido portavoz, y en enero de 2002 como Presidente de Tynwald.
Fue reelegido en noviembre de 2006 como un miembro de la Cámara de Claves, derrotando a Roy Redmayne con 915 contra 335 votos. Hubo furtes rumores en la isla de que se postularía como candidato para el puesto de Ministro Principal, estos rumores fueron dementidos cuando se publicó la lista de candidaturas. Continuaron las elecciones, sin embargo ninguno de los tres candidatos en ese momento postulados resultó ganador. Las nominaciones fueron reabiertas, con Brown como único candidato. Su nombramiento fue confirmado por Tynwald el jueves 14 de diciembre de 2006, recibiendo 26 votos. El Gobernador General lo nombró Ministro Principal al día siguiente. Al asumir el puesto renunció como portavoz de la Cámara de las Claves, de acuerdo con la ley de la isla de Man.

## Puestos
- Ministro de Salud y Seguridad Social, 1986–1989
- Ministro de Gobierno Local y Medio Ambiente, 1989–1994
- Ministro de Turismo y Entretenimiento, 1994–1996
- Ministro de Transporte, 1996–2001
- Ministro Principal de la Isla de Man, 2006-